# Zinoro
Zinoro (之诺) — марка розкішних автомобілів, що належить BMW Brilliance і спеціалізується на електромобілях. Була запущена в 2013 році.

## Продукти

### Zinoro 1E
Zinoro 1E (之诺1E) — повністю електричний кросовер, заснований на базі BMW X1 (E84), був першим продуктом нового бренду BMW Brilliance і першим транспортним засобом на новій енергії (NEV) від китайського виробника преміум-класу. Був представлений на автосалоні в Гуанчжоу в 2013 році.
Zinoro 1E мав встановлений ззаду електродвигун потужністю 125 кВт і виробляв максимальний крутний момент 250 Н·м (184 фунт-фути). Двигун живиться від літій-залізо-фосфатної батареї, яка може забезпечити повністю електричний діапазон до 150 км (93 милі). Зарядка батареї займає близько 7,5 годин з Wallbox 16A. Максимальна швидкість обмежена електронікою на 130 км/год (81 миля/год).

Після початку 2014 року Zinoro 1E був доступний для оренди лише в Пекіні та Шанхаї, і компанія планувала відкрити ще один виставковий зал у Шеньяні. Лізинг починається від 400 юанів на день (~ US$65 ) або 7400 юанів на місяць (~ US$1,200). Планувалося, що річний контракт включає зарядний пристрій, номерний знак автомобіля, страхування, технічне обслуговування та ремонт. Zinoro 1E має право на номерний знак NEV у Пекіні, який мав квоту на реєстрацію 20 000 нових енерготранспортних засобів на 2014 рік. Станом на вересень 2014 у Шанхаї номерні знаки продають на аукціоні за еквівалент трохи менше €10,000. Станом на  2014, електромобілі отримали номерний знак безкоштовно.

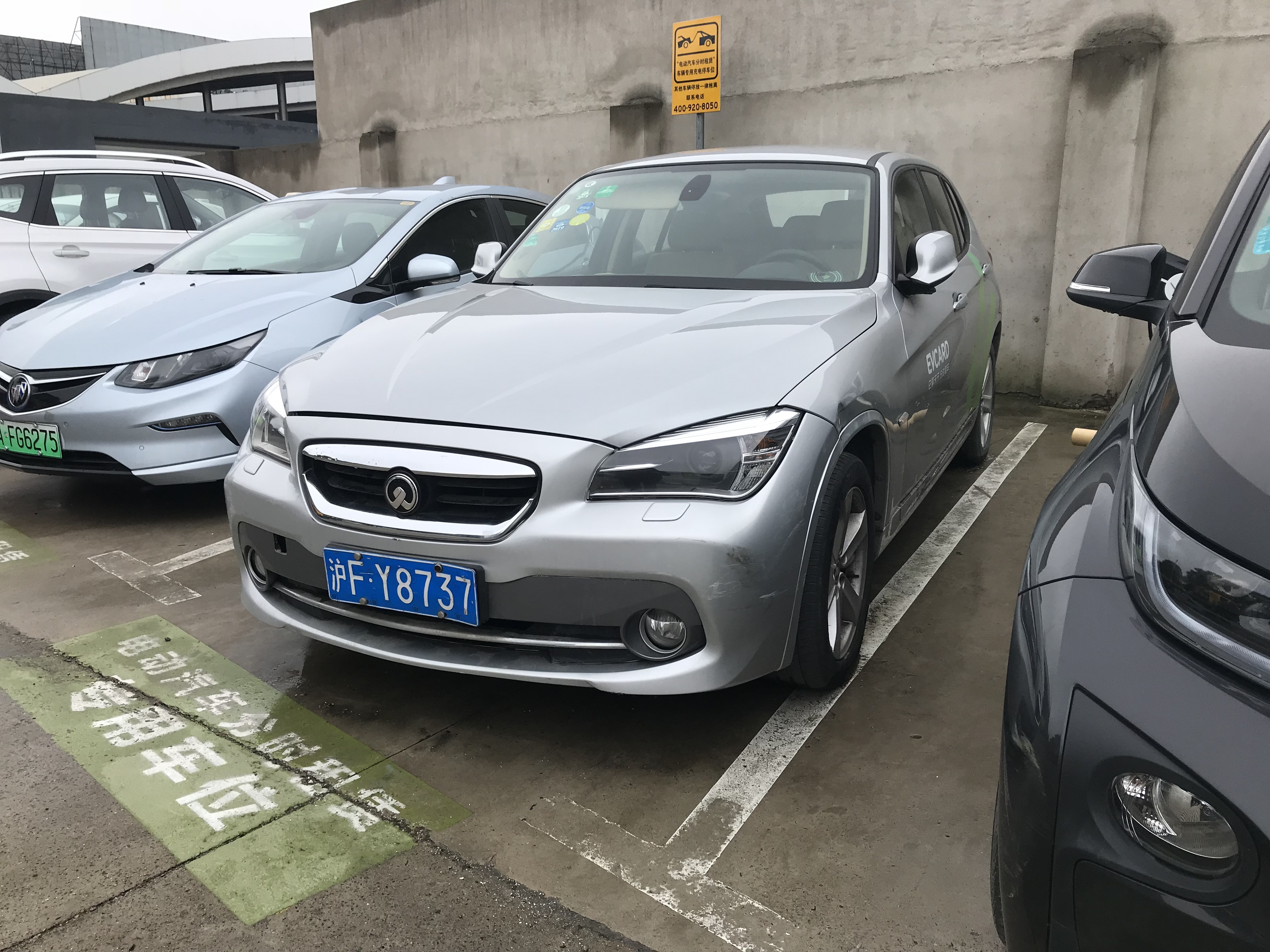
Zinoro 1E вид спереду
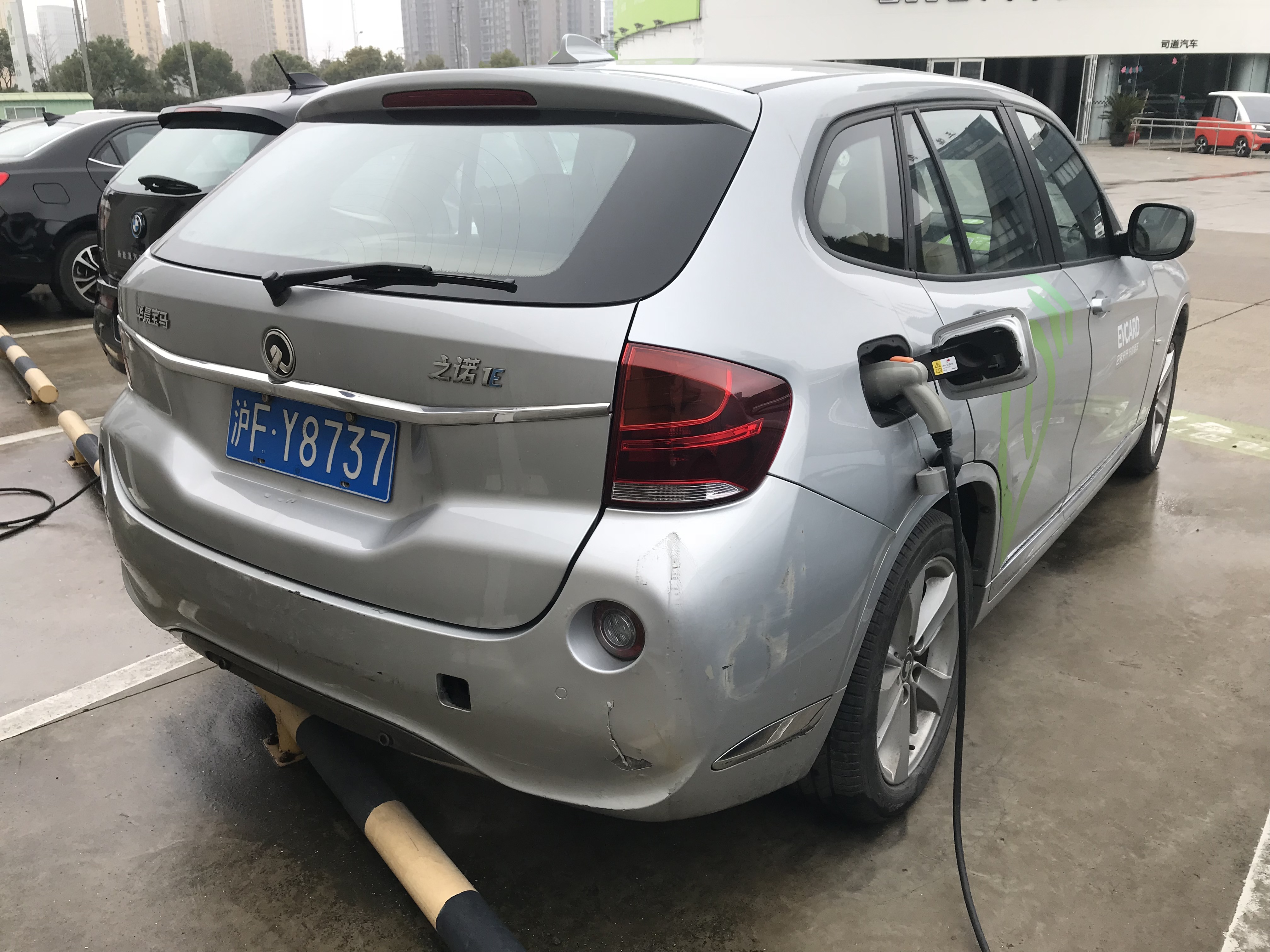
Zinoro 1E вид ззаду
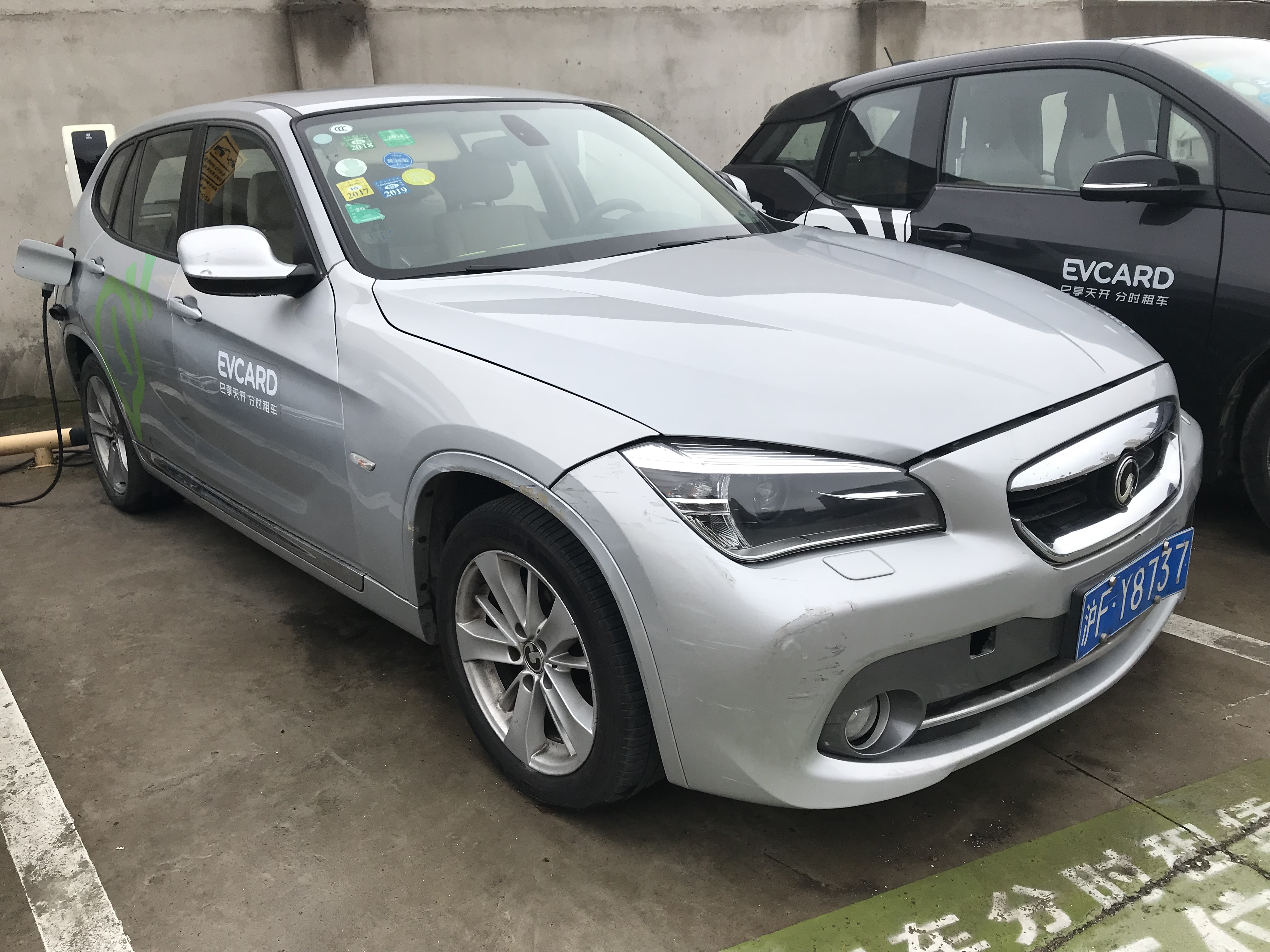
Zinoro 1E заряжаєтья

### Zinoro 60H
Zinoro 60H (之诺60H) — це гібридний електричний автомобіль, що підключається до мережі, заснований на BMW X1 другого покоління з довгою колісною базою та попередньо представлений концептом Zinoro Concept Next, випущеним у 2016 році.

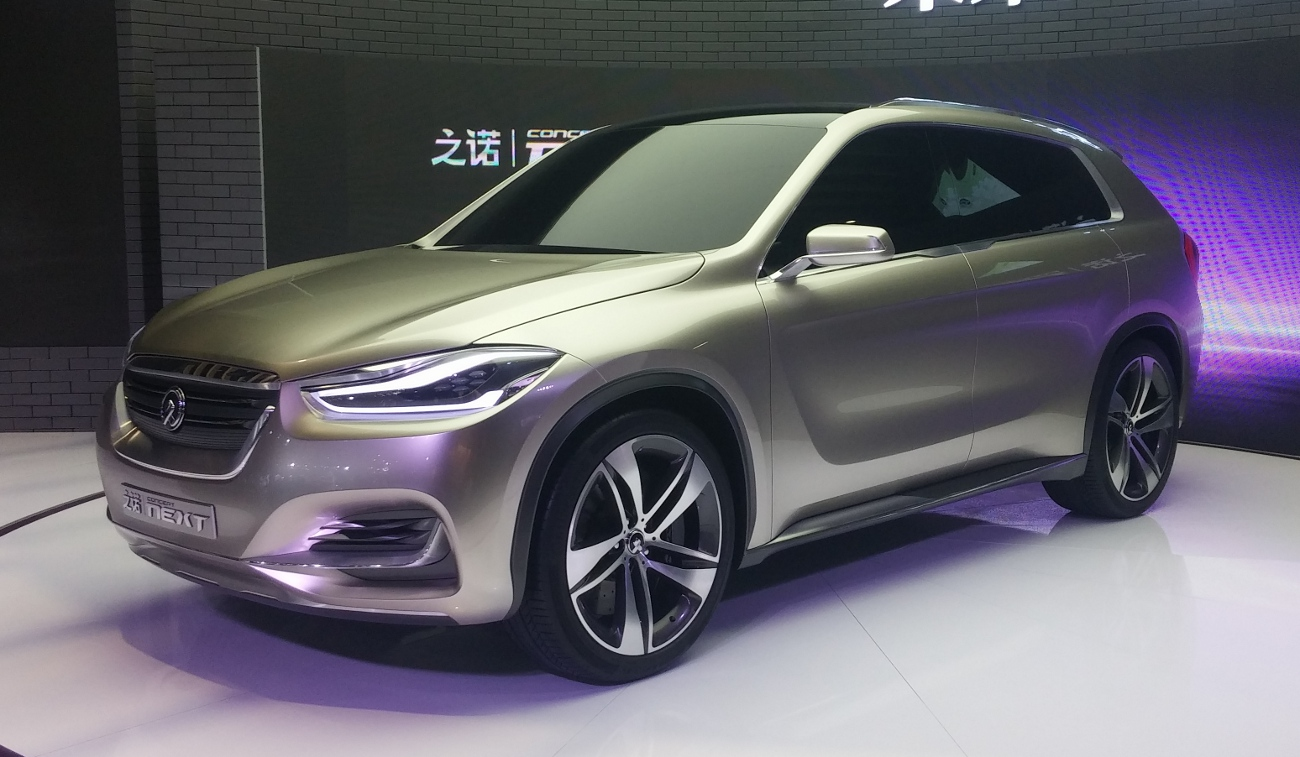
Zinoro Concept Next вид спереду
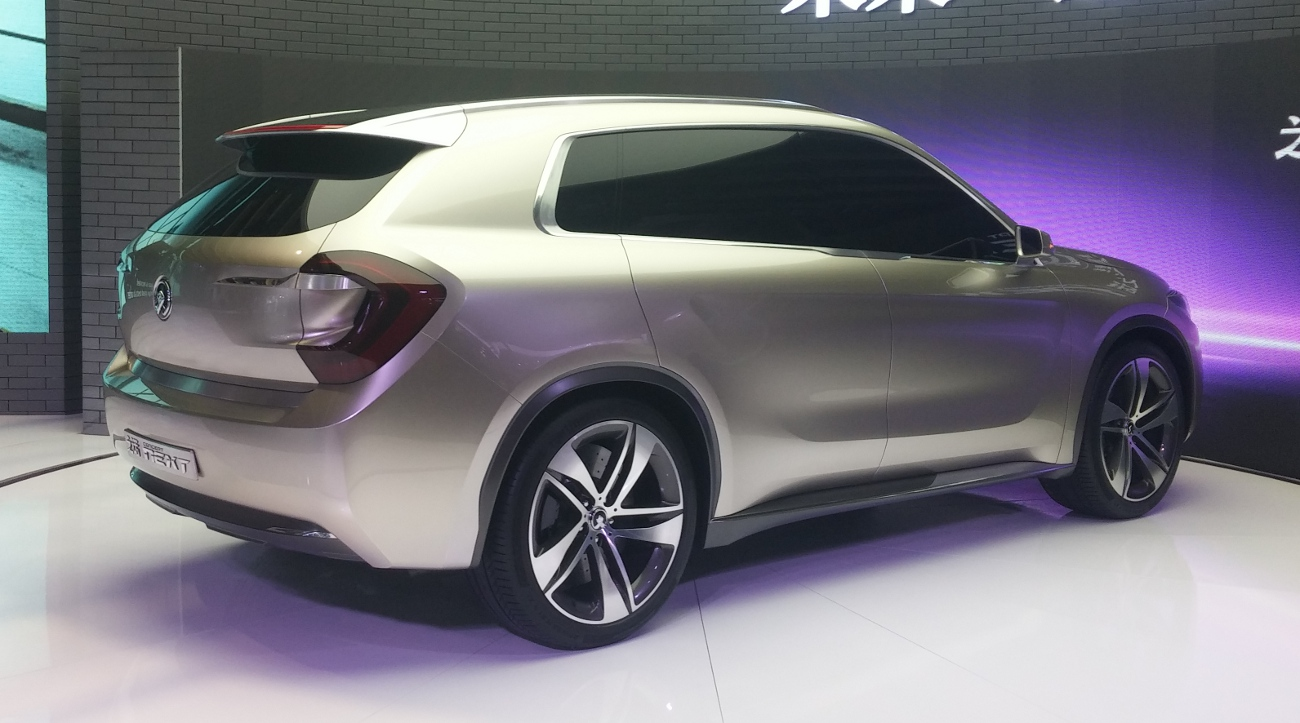
Zinoro Concept Next вид ззаду
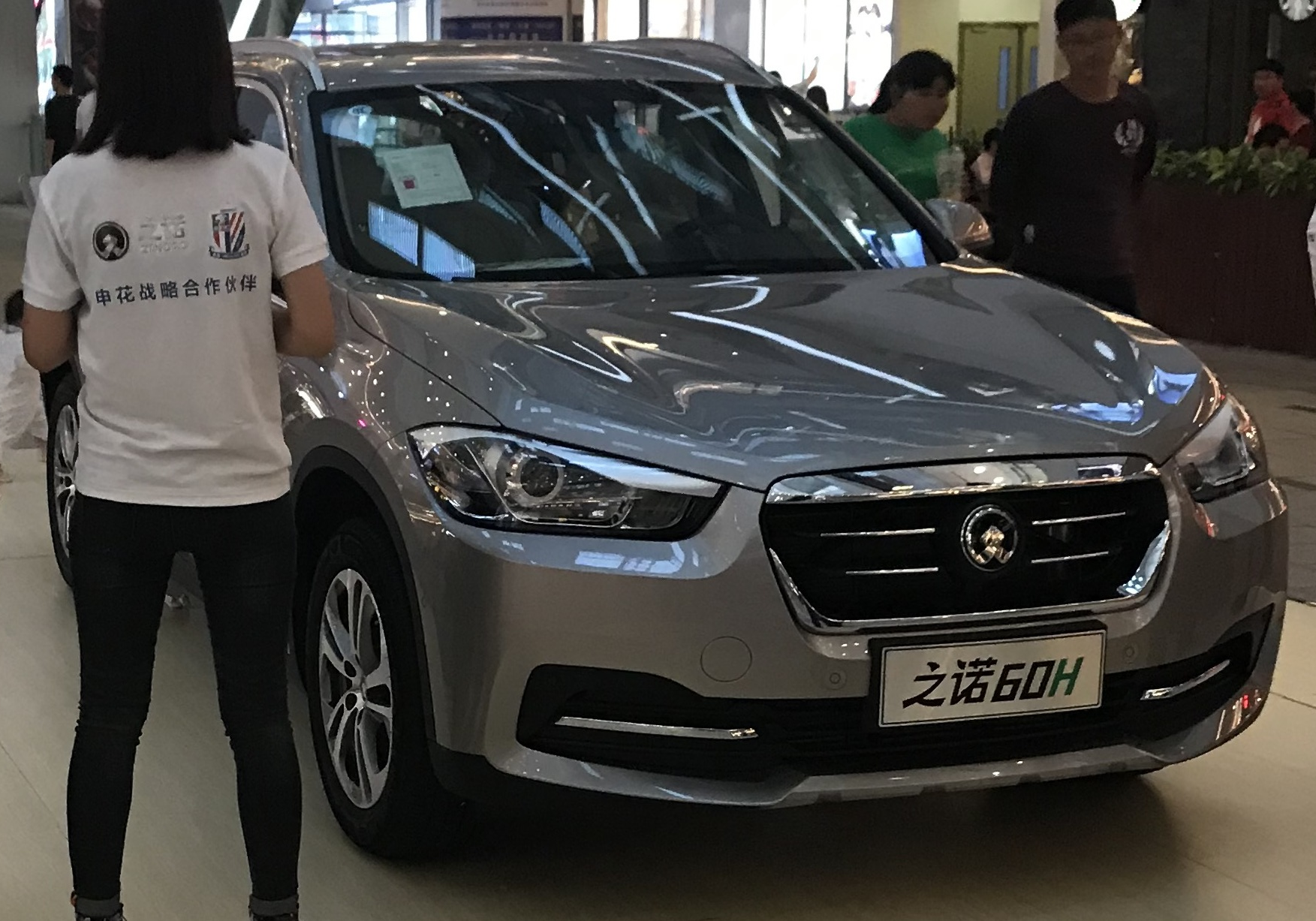
Zinoro 60H
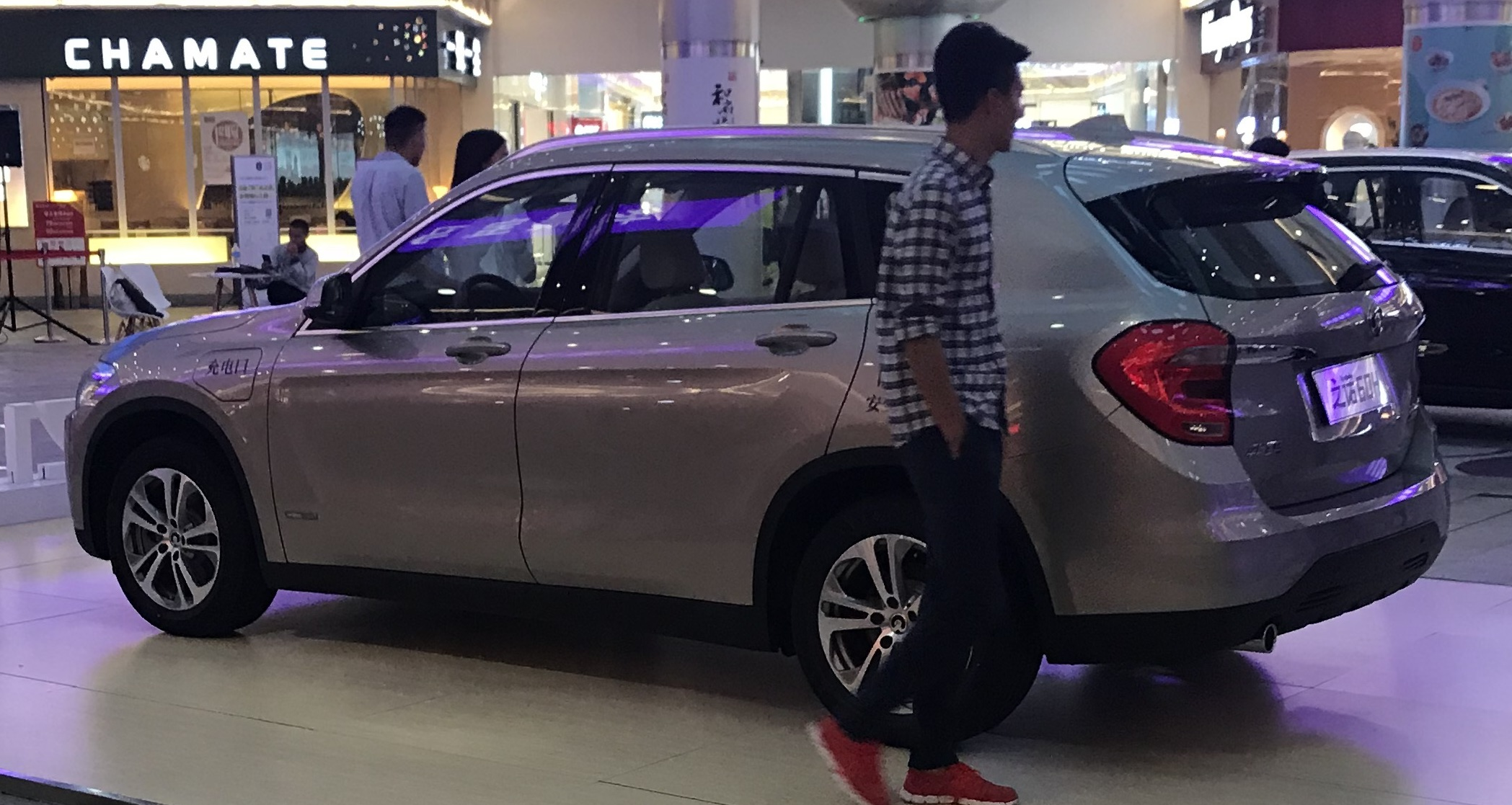
Zinoro 60H вид збоку